# ریک راونلو
ریک راونلو (به انگلیسی: Rick Ravanello) (زاده ۲۴ اکتبر ۱۹۶۷) بازیگر کانادایی است.
از فیلم‌های معروف او می‌توان به بازی در فیلم جنگ هارت اشاره کرد.